# Bolbaffer tenuelimbatus
Bolbaffer tenuelimbatus es una especie de coleóptero de la familia Geotrupidae.

## Distribución geográfica
Habita en Angola, Congo y Gabón.